# کییواتس (سوردولیتسا)
کییواتس (به صربی: Kijevac) یک منطقهٔ مسکونی در صربستان است که در سوردولیکا واقع شده‌است. کییواتس ۱۸۳ نفر جمعیت دارد.